# Susanne Heydenreich
Susanne Heydenreich (* 25. April 1954 in München) ist eine deutsche Theaterschauspielerin, Regisseurin, Hörspielsprecherin und Chansonette. Von 1996 bis 2024 war sie Intendantin des Theater der Altstadt in Stuttgart-West.

## Leben
Susanne Heydenreich wurde 1954 in München geboren. Vier Jahre später gründeten ihre Eltern, Klaus und Elisabeth Heydenreich, in Stuttgart das Theater der Altstadt. Dort sammelte sie die ersten Erfahrungen in Regie, Dramaturgie und Schauspiel.
Nach dem Tod ihres Vaters bewarb sich Heydenreich um die ausgeschriebene Intendanz des Theaters der Altstadt. Unter 48 Bewerbern wurde Susanne Heydenreich 1996 die Intendanz zugesprochen, die sie auch heute noch ausübt. 2004 übernahm Susanne Heydenreich zusätzlich die künstlerische Spielleitung im Naturtheater Reutlingen. Daneben führt sie weiterhin Regie und ist als Schauspielerin und Chansonette regelmäßig auf der Bühne präsent.
Mit Beginn der Saison 2024/25 folgte ihr Christof Küster als Intendant des Theaters der Altstadt nach.

## Theaterrollen (Auswahl)
- Maria Callas – „Meisterklasse“  von Terrence McNally (Staatstheater Karlsruhe, Altes Schauspielhaus, Stuttgart)
- Nawal – „Verbrennungen“ von Wajdi Mouawad
- Florence Foster Jenkins – „Souvenir“ von Stephen Temperley
- Paule – „Lieben Sie Brahms?!“ von Françoise Sagan
- Susan – „Susan, ahnungslos“ von Stewart Permutt (Deutschsprachige Erstaufführung)
- Grete – „Die Präsidentinnen“ von Werner Schwab
- Maria – „Was ihr wollt“ von William Shakespeare
- Dr. Mathilde von Zahnd – „Die Physiker“ von Friedrich Dürrenmatt
- Lola Blau – „Heute Abend: Lola Blau“ von Georg Kreisler
- Marthe Rull – „Der Zerbrochene Krug“ von Heinrich von Kleist
- Shylock – „Der Kaufmann von Venedig“ von William Shakespeare
- Ines – „Geschlossene Gesellschaft“ von Jean Paul Sartre
- Célimène – „Der Menschenfeind“ von Molière
- Blanche – „Endstation Sehnsucht“ von Tennessee Williams
- Josepha – „Im Weißen Rössl“ von Ralph Benatzky
- Martha – „Wer hat Angst vor Virginia Woolf?“ von Edward Albee
- Jasmine – „Alpenglühen“ von Peter Turrini
- Courage – „Mutter Courage“ von Bertolt Brecht
- Antonia – „Offene Zweierbeziehung“ von Dario Fo
- Mirandolina – „Mirandolina“ von Carlo Goldoni
- Käthchen – „Der Widerspenstigen Zähmung“ von William Shakespeare
- Sally Bowles – „Cabaret“ von Kander, Ebb und Masteroff

## Regiearbeiten (Auswahl)
- 1993: „Ausflug der Gartenzwerge“ von David Wood (Theater der Altstadt, Stuttgart)
- 1996: „Taxi, Taxi“ von Michael Cooney
- 1996: „Ausser Kontrolle“ von Michael Cooney
- 1997: „Nichts als Kuddelmuddel“ von Jürgen Hörner
- 1998: „Gemütliches Wochenende“ von Jean Stuart
- 1998: „Kein Platz für Idioten“ von Felix Mitterer (Glasperlenspiel Asperg)
- 1998: „Das kunstseidene Mädchen“ von Irmgard Keun
- 2004: „My Fair Lady“ (Co-Regie, Naturtheater Reutlingen)
- 2005: „Linie 1“ von Volker Ludwig (Naturtheater Reutlingen)
- 2006: „Romeo und Julia“ von William Shakespeare (Naturtheater Reutlingen)
- 2007: „Krach in Chioggia“ von Carlo Goldoni (Naturtheater Reutlingen)
- 2008: „Les Miserables“ von Victor Hugo (Naturtheater Reutlingen)
- 2008: „Endlich reich“ („Geld stinkt net“) (Theater der Altstadt, Stuttgart)
- 2009: „Der kleine Horrorladen“ von Alan Menken und Howard Ashman (Naturtheater Reutlingen)
- 2010: „Der Glöckner von Notre Dame“ von Victor Hugo (Naturtheater Reutlingen)
- 2011: „Im weissen Rössl“ von Ralph Benatzky (Naturtheater Reutlingen)
- 2011: „Der kleine Horrorladen“ von Alan Menken und Howard Ashman (Theater der Altstadt, Stuttgart)
- 2012: „Dracula“ nach dem Roman von Bram Stoker (Naturtheater Reutlingen)
- 2012: „Arsen und Spitzenhäubchen“ von Joseph Kesselring (Theater der Altstadt, Stuttgart)
- 2013: „In 80 Tagen um die Welt“ von Jules Verne (Naturtheater Reutlingen)
- 2014: „Kiss me, Kate“ von Cole Porter (Naturtheater Reutlingen)
- 2014: „Anatevka“ von Jerry Bock (Kommunale Bühne e.V., Beutelsbacher Halle)
- 2015: „Eine Mittsommernachtssexkomödie“ von Woody Allen (Theater der Altstadt, Stuttgart)
- 2015: „Don Camillo und Peppone“ von Gerold Theobalt (Naturtheater Reutlingen)
- 2015: „Anatevka“ von Jerry Bock (Wiederaufnahme: Kommunale Bühne e.V.,  Bürgerzentrum Waiblingen)
- 2015: „Außer Kontrolle“ von Ray Cooney (Theater der Altstadt, Stuttgart)
- 2016: „Cabaret“ von Kander, Ebb und Masteroff (Naturtheater Reutlingen)
- 2016: „Heiße Ecke“ Musical von Lingau, Wohlgemuth und Matschoss (Theater der Altstadt, Stuttgart)

## Hörspiele (Auswahl)
Die ARD-Hörspieldatenbank enthält für den Zeitraum von 1978 bis heute (Stand: Juni 2022) 64 Datensätze, bei denen Susanne Heydenreich als Sprecherin geführt wird.
- 1978: Hermann Moers: Rudolf Hornbichlers Kampf mit dem Engel (Ein Mädchen) – Regie: Heiner Schmidt (Original-Hörspiel – SDR)
- 1980: Boris Vian: Käfige voller Liebe – Regie: Heinz von Cramer (Hörspielbearbeitung – SDR/SFB)
- 1995: Jürgen Geers: Suchtverlangen: Wanderlust (Karin) – Regie: Stefan Hilsbecher (Originalhörspiel, Kurzhörspiel – SDR)
- 1997: Roland Lang: Hamlets Verwandlung (Königin Gertrud) – Regie: Karlheinz Liefers (Originalhörspiel – SDR)
- 1998: Don Taylor: Phantastik Aus Studio 13: Landhaus mit Vergangenheit (Margaret) – Bearbeitung und Regie: Andreas Weber-Schäfer (Originalhörspiel – SDR)
- 2000: James Ellroy: Blut auf dem Mond (2 Teile) – Bearbeitung und Regie: Norbert Schaeffer (Hörspielbearbeitung, Kriminalhörspiel – SWR)
- 2001: Daniel Oliver Bachmann: Der Schwarzwaldranger (Gundula Euskirchen-Förstner) – Regie: Günter Maurer (Originalhörspiel, Mundarthörspiel – SWR)
- 2003: Sabine Reber: Der alte Gärtner und das Wasser (Emmas Mutter) – Regie: Günter Maurer, Constanze Renner (Originalhörspiel, Kurzhörspiel – SWR)
- 2005: Elmore Leonard: Nr. 89 – unbekannt (2 Teile) (Mrs. Watson) – Regie: Walter Adler (Hörspielbearbeitung, Kriminalhörspiel – SWR)
- 2006: Agatha Christie: Krimisommer mit Hercule Poirot: 24 Schwarzdrosseln (Molly) – Regie: Stefan Hilsbecher (Hörspielbearbeitung, Kriminalhörspiel – SWR)
- 2008: Christine Lehmann: Radio-Tatort: Mordlauf  – Regie: Günter Maurer (Originalhörspiel, Kriminalhörspiel –SWR)
- 2008: Peter Steinbach: Paul, Mama und die italienische Nichte – Regie: Hans Gerd Krogmann (Originalhörspiel – DLR)
- 2009: Klaus Hoggenmüller: So nah und doch so fern – Regie: Götz Naleppa (Hörspielbearbeitung –DLR)
- 2010: Hugo Rendler: Radio-Tatort: Sinti-Jazz – Regie: Mark Ginzler (Originalhörspiel, Kriminalhörspiel – SWR)
- 2011: Friedrich Ani: Wenn es still wird – Tabor Süden und der verschwundene Schüler – Regie: Ulrich Lampen (Originalhörspiel, Kriminalhörspiel – SWR)
- 2012: Friedrich Ani: Süden (2 Teile) (Edith Liebergesell) – Regie: Ulrich Lampen (Hörspielbearbeitung, Kriminalhörspiel – SWR)
- 2013: Ilkka Remes: Vergiss nie, was du gesehen hast (Katja) – Bearbeitung und Regie: Rainer Clute (Hörspielbearbeitung, Kriminalhörspiel – DLR)
- 2015: Cecil Scott Forester: Tödliche Ohnmacht (Mrs. Posket) – Bearbeitung und Regie: Uwe Schareck (Hörspielbearbeitung, Kriminalhörspiel – DLR)
- 2017: Hugo Rendler: Radio-Tatort: Ende der Schonzeit (Frau von Brächt) – Regie: Alexander Schuhmacher (Originalhörspiel, Kriminalhörspiel – SWR)
- 2019: Christian Hussel: Fleischfabrik (Ministerpräsidentin Sieglinde S.) – Regie: Steffen Moratz (Originalhörspiel, Kriminalhörspiel – SWR)
- 2020: Marcel Proust: Die Gefangene (2. Teil: Die Soiree bei den Verdurins) (Königin von Neapel) – Regie: Iris Drögekamp, Hermann Kretzschmar (Hörspielbearbeitung – SWR)
- 2021: Felix Huby: Lehrjahre (2 Teile) (Dorothee Niggemeier) – Bearbeitung und Regie: Zoran Solomun (Hörspielbearbeitung, Mundarthörspiel – SWR)
- 2022: Peter Schlack: Lebenslauf (Bäsle Hildegard/Oma) – Regie: Andrea Leclerque (Originalhörspiel, Mundarthörspiel – SWR)

## Ehrungen und Auszeichnungen
- 2023: Bundesverdienstkreuz am Bande[5]